# Вапенне
Вапенне (пол. Wapienne) — лемківське село Горлицького повіту Малопольського воєводства Республіки Польща. Село належить до гміни Сенкова. Населення — 147 осіб (2011).

## Розташування
Лежить у Низькому Бескиді.

## Історія
Село закріпачене[джерело?] в 1440 році на німецькому праві. Через село проходив середньовічний мадярський тракт — дорога з Горлиць до Бардіїва.
За податковим реєстром 1581 р. село належало до парохії Менцина Бецького староства в Бецькому повіті; в селі було 4,5 селянських ланів і 1 — солтиса.
У роки Першої світової війни на території села п'ять місяців точилися запеклі бої під час так званого Горлицького прориву.
Ще до війни в селі була українська свідомість, через що село в 1918 р. не підтримало так звану «Гладишівську республіку», активісти якої виступали за приєднання Лемківщини до Росії. У міжвоєнний період українська самосвідомість росла під впливом священника о. Юліана Плешкевича, який був лідером українського руху в повіті. У звіті Товариства «Просвіта» за 1932 р. назване селом з найвищим українським впливом у повіті. Село опиралося переведенню навчання на лемківський діалект взамін українській літературній мові.
В 1946 р. в околицях села діяли повстанці УПА з сотні «Бродича».
До 1945 р. в селі була греко-католицька громада парохії Мацина Велика Горлицького деканату. В селі було майже чисто лемківське населення: з 500 жителів села — 490 українців і 10 євреїв. Після Другої світової війни частину лемків вивезли в СРСР, решту під час операції «Вісла» депортували на понімецькі землі.

## Сучасність
Вапенне є одним з найменших курортів у Польщі. Вже в XVII ст. тут лікували венеричні хвороби. Тепер використовуються місцеві мінеральні води і високоякісний торф.

## Демографія
Демографічна структура станом на 31 березня 2011 року:
|          | Загалом | Допрацездатний вік | Працездатний вік | Постпрацездатний вік |
| -------- | ------- | ------------------ | ---------------- | -------------------- |
| Чоловіки | 80      | 16                 | 56               | 8                    |
| Жінки    | 67      | 13                 | 38               | 16                   |
| Разом    | 147     | 29                 | 94               | 24                   |

## Місцеві пам'ятки
Об'єкти, перераховані в реєстрі пам'яток Малопольського воєводства:
- Військове кладовище з Першої світової війни: № 83.

## Народилися
- Бодак Ярослав Антонович — лемківський музикант, композитор, збирач та популяризатор лемківського фольклору.